# Grand temple de Nîmes
Le Grand temple de Nîmes est un lieu de culte de l'Église protestante unie de France situé à Nîmes, dans le département du Gard en Occitanie. Il est inscrit aux monuments historiques depuis 1964.

## Localisation
Le Grand temple est situé 23, boulevard Amiral-Courbet et place du Grand-Temple.

## Historique
Le bâtiment est édifié comme église du couvent dominicain, entre 1714 et 1736. À la Révolution, les dominicains l'abandonnent.
L'église désaffectée est alors louée par les protestants et inaugurée par le pasteur Paul Rabaut. En 1803, l'église est officiellement affectée au culte réformé et prend le nom de Grand temple. Un orgue est construit en 1821.

## Architecture
La façade de l'édifice a été construite dans un style baroque. Le Grand temple, sobre et solennel, est du style des temples protestants languedociens. Derrière l'entrée, sur le mur, deux plaques de marbre noir donnent le Décalogue et le "sommaire de la Loi". Il comporte également des grandes orgues.